# Cratere Lind
Lind  è un cratere sulla superficie di Venere. Deve il proprio nome alla cantante svedese Jenny Lind.